# 斯卡維爾 (愛荷華州)
斯卡維爾（英語：Scarville）是一個位於美國愛荷華州溫納貝戈縣的城市。

## 歷史
斯卡維爾這個城鎮建於1899年，並於1904年合併為一個城市。這座城市以當地開墾這片土地所有者奧萊·斯卡維爾的名字命名的。

## 地理
斯卡維爾的座標為43°28′14″N 93°36′59″W / 43.47056°N 93.61639°W，而該地的平均海拔高度為382米（即1253英尺）。

## 人口
根據2010年美國人口普查的數據，斯卡維爾的面積為0.21平方千米，當中陸地面積為0.21平方千米，而水域面積為0.00平方千米。當地共有人口72人，而人口密度為每平方千米342人。